# Ektoparasit
Ektoparasit, parasit som lever utanför den organism den parasiterar på. Ektoparasit är såväl en botanisk som zoologisk term.
Inom botaniken är ektoparasit en parasit som lever utanpå sin värdväxt, exempelvis vissa rost- och mjöldaggsvampar. På hassel är örten vätteros ektoparasit.
Inom zoologin är ektoparasit en parasit som fast eller tillfälligt lever utanpå sitt värddjur, exempelvis loppor, löss och fästingar. På fiskar finns ektoparasiter inom kräftdjursgrupperna hoppkräftor och karplöss.